# Народный архитектор Российской Федерации
«Наро́дный архитектор Росси́йской Федера́ции» — высшее почётное звание Российской Федерации за выдающиеся заслуги в области архитектуры и зодчества. Входит в государственную наградную систему Российской Федерации.

## Основания для присвоения
Почетное звание «Народный архитектор Российской Федерации» присваивается архитекторам, которые внесли выдающийся вклад в отечественную архитектуру, создали уникальные архитектурные комплексы, здания, сооружения, участвовали в работе по восстановлению и реставрации наиболее значимых памятников отечественной культуры и получили широкое признание общественности и международного профессионального сообщества.
Почетное звание «Народный архитектор Российской Федерации» присваивается, как правило, не ранее чем через 10 лет после присвоения почетного звания «Заслуженный архитектор Российской Федерации».

## Порядок присвоения
Президент Российской Федерации издаёт указ о присвоении почётного звания «Народный архитектор Российской Федерации» один раз в год в преддверии празднования Всемирного дня архитектуры (первый понедельник октября).

## История звания
Почётное звание «Народный архитектор Российской Федерации» установлено Указом Президента Российской Федерации от 21 ноября 1999 года № 1546 «О внесении дополнения в указ Президента Российской Федерации от 30 декабря 1995 г. № 1341 „Об установлении почётных званий Российской Федерации, утверждении положений о почётных званиях и описания нагрудного знака к почётным званиям Российской Федерации“». Тем же указом утверждено первоначальное Положение о почётном звании, в котором говорилось:
Почётное звание «Народный архитектор Российской Федерации» присваивается не ранее чем через пять лет после присвоения почётного звания «Заслуженный архитектор Российской Федерации» или «Заслуженный деятель искусств Российской Федерации» архитекторам, которые внесли выдающийся вклад в отечественную архитектуру, создали уникальные архитектурные комплексы, здания, сооружения и получили широкое общественное признание.
В настоящем виде Положение о почётном звании утверждено Указом Президента Российской Федерации от 7 сентября 2010 года № 1099 «О мерах по совершенствованию государственной наградной системы Российской Федерации».

## Нагрудный знак
Нагрудный знак имеет единую для почётных званий Российской Федерации форму и изготавливается из серебра высотой 40 мм и шириной 30 мм. Он имеет форму овального венка, образуемого лавровой и дубовой ветвями. Перекрещенные внизу концы ветвей перевязаны бантом. На верхней части венка располагается Государственный герб Российской Федерации. На лицевой стороне, в центральной части, на венок наложен картуш с надписью — наименованием почётного звания.
На оборотной стороне имеется булавка для прикрепления нагрудного знака к одежде. Нагрудный знак носится на правой стороне груди.
Нагрудные знаки почётного звания «Народный архитектор Российской Федерации», выдаваемые после 7 сентября 2010 года — позолочены.